# ماني الدرة
ماني الدُّرَّة هو درة وردية الطوق مولود في ماليزيا ويقيم في سنغافورة. لقد كان "مساعدًا" لأحد علماء الفلك منذ عام 2005، وهو يعمل من متجره الصغير الكهانة على طول طريق سيرانغون، وهو معروف محليا بتوقعاته باستخدام نموذج مبسط وذلك باستخذام أوراق الكهانة التي تشبه أوراق اللعب.
ماني أصبح من المشاهير في سنغافورة، ودوليا في وقت لاحق، عندما اختار الفائزين الصحيح لكافة مباريات كأس العالم 2010 بالدور ربع النهائي، فضلا عن ألمانيا وإسبانيا في الدور قبل النهائي، ومع ذلك فشل في التنبؤ في مباراة النهائي والتي اختار هولندا بدل إسبانيا في 5 يوليو 2010 قبل يوم من مباراة هولندا والأوروغواي.

## نتائج
| التاريخ       | المسابقة        | المرحلة       | المباراة   | المباراة | المباراة | التنبؤ     | النتيجة                            | الحصيلة |
| ------------- | --------------- | ------------- | ---------- | -------- | -------- | ---------- | ---------------------------------- | ------- |
| 2 يوليو 2010  | كأس العالم 2010 | الربع النهائي | هولندا     | v        | البرازيل | هولندا     | 2-1                                | صحيح    |
| 2 يوليو 2010  | كأس العالم 2010 | الربع النهائي | الأوروغواي | v        | غانا     | الأوروغواي | 4-2 (ركلات جزاء ترجيحية (كرة قدم)) | صحيح    |
| 3 يوليو 2010  | كأس العالم 2010 | الربع النهائي | الأرجنتين  | v        | ألمانيا  | ألمانيا    | 0–4                                | صحيح    |
| 3 يوليو 2010  | كأس العالم 2010 | الربع النهائي | باراغواي   | v        | إسبانيا  | إسبانيا    | 0–1                                | صحيح    |
| 6 يوليو 2010  | كأس العالم 2010 | النصف النهائي | الأوروغواي | v        | هولندا   | الأوروغواي | 2–3                                | خطأ     |
| 7 يوليو 2010  | كأس العالم 2010 | النصف النهائي | ألمانيا    | v        | إسبانيا  | إسبانيا    | 0–1                                | صحيح    |
| 11 يوليو 2010 | كأس العالم 2010 | النهائي       | هولندا     | v        | إسبانيا  | هولندا     | 0–1                                | خطأ     |